# Севанская ГЭС
Севанская ГЭС (Озёрная ГЭС) — гидроэлектростанция на реке Раздан, вблизи города Севан, Армения. Входит в состав Севано-Разданского каскада.
Севанская ГЭС является головной станцией каскада, обеспечивающей водозабор из озера Севан. Строительство ГЭС началось в 1936 году, однако с началом Великой Отечественной войны было законсервировано и было возобновлено после окончания войны. Первый гидроагрегат пущен в 1949 году.
Проектная мощность ГЭС — 34,24 МВт, фактическая, из-за снижения уровня озера Севан, составляет около 25 МВт. Проектная среднегодовая выработка — 130 млн.кВт·ч, фактическая в последние годы — 15 млн кВт·ч. Проектный напор — 60,3 м, фактический — 45 м.
Конструктивно представляет собой деривационную гидроэлектростанцию с подземным зданием ГЭС. Состав сооружений ГЭС:
- береговой водоприемник, оборудованный рыбозащитным устройством;
- подводящий канал;
- водоприемник второй ступени;
- подземный турбинный водовод;
- подземное здание ГЭС;
- отводящий туннель длиной 5,5 км;
- распределительное устройство;
- наземное здание управления.

Береговой водоприемник имеет три отверстия, снабжен рыбозащитным устройством, состоящим из трех рыбособирательных туннелей, которые соединяются с рыбосборником и сбросным туннелем для мальков рыб. Береговой водоприемник служит для подачи воды из Севана к ГЭС при одновременном сбросе мальков рыб обратно в озеро без их травмирования. Забранная вода подается в земляной подводящий канал, проложенный по старому дну озера. В конце канала расположен водоприемник второй ступени, оборудованный двумя разделительными приемными отверстиями, расположенных на расстоянии 32 м друг от друга и перекрываемых двумя затворами. Водоприемник сопряжен с подземным турбинным водоводом, разветвляющимся перед зданием ГЭС на четыре нити для подвода воды к двум турбинам и двум игольчатым затворам.
Здание ГЭС подземное, расположено на глубине 100 м от поверхности земли, состоит из турбинного и водовыпускного блоков. В водовыпускном блоке размещены два игольчатых затвора, обеспечивающие пропуск воды через гидростанцию мимо гидроагрегатов в случае аварийного останова ГЭС. В здании установлены три радиально-осевых гидроагрегата — два основных (вертикальные) и один вспомогательный (горизонтальный). Турбины производства фирмы NOHAB, генераторы — ASEA (обе шведские). Проектная мощность каждого из основных гидроагрегатов — 16,96 МВт, однако из-за снижения уровня озера Севан на 18 м, фактическая мощность составляет около 12,5 МВт. Вспомогательный гидроагрегат мощностью 0,32 МВт служит для снабжения собственных нужд станции. Отработанная на гидроагрегатах вода сбрасывается в отводную камеру, переходящую в безнапорный туннель длиной 5,5 км, сопрягающийся с подводящим каналом Атарбекянской ГЭС.
Собственник станции — ЗАО «Международная энергетическая корпорация», 90 % акций которого принадлежит группе «Ташир». Оборудование ГЭС устарело, требуется его замена и реконструкция. В 2010 году была проведена реконструкция водоприемника и рыбозащитного устройства.